# Grace Jackson
Grace Jackson (* 14. Juni 1961 im Saint Ann Parish) ist eine ehemalige jamaikanische Sprinterin.
Bei den Leichtathletik-Hallenweltmeisterschaften 1987 belegte sie im 200-Meter-Lauf Platz 3 hinter Heike Drechsler und Merlene Ottey, 1989 wurde sie hinter Ottey Zweite. Bei den US-Meisterschaften 1987 in San José erreichte Jackson Platz 3 und 1990 in Norwalk Platz 1.
Bei den Olympischen Sommerspielen 1988 in Seoul erreichte sie über 200 m die Silbermedaille hinter Florence Griffith-Joyner.
1986 und 1988 wurde sie zu Jamaikas Sportlerin des Jahres gewählt.